# Leptataspis euterpe
Leptataspis euterpe är en insektsart som beskrevs av Jacobi 1921. Leptataspis euterpe ingår i släktet Leptataspis och familjen spottstritar. Inga underarter finns listade i Catalogue of Life.